# Escalos de Cima e Lousa
Escalos de Cima e Lousa (llamada oficialmente União das Freguesias de Escalos de Cima e Lousa) es una freguesia portuguesa del municipio de Castelo Branco, distrito de Castelo Branco.

## Historia
Fue creada el 28 de enero de 2013 en aplicación de una resolución de la Asamblea de la República de Portugal promulgada el 16 de enero de 2013 con la unión de las freguesias de Escalos de Cima y Lousa, pasando su sede a estar situada en la antigua freguesia de Escalos de Cima.

## Demografía
| Gráfica de evolución demográfica de Escalos de Cima e Lousa entre 2011 y 2021 |
|                                                                               |
| Datos según el nomenclátor publicado por el INE portugués.                    |